# Tragedia de Fundación
Como la Tragedia de Fundación se conocen los hechos acontecidos en el municipio de Fundación, Magdalena (Colombia) el 18 de mayo de 2014, cuando una buseta de servicio especial se incendió en el trayecto. El incidente se cobró la vida de 34 personas que murieron calcinadas (33 niños y un adulto), además de 15 heridos. Los pasajeros eran niños que regresaban de un culto religioso en una iglesia en Fundación. 
Esta se considera la peor tragedia de Fundación, Magdalena, y una de las peores tragedias viales en Colombia, superando la Tragedia en Granada, y la Tragedia en la Avenida Suba de 2004  donde también se encontraban menores de edad entre las víctimas. Coincidentemente de esta última tragedia se habían conmemorado 10 años días antes del suceso

## Responsables
La Fiscalía General de la Nación responsabilizó de manera directa a Jaime Gutiérrez Ospino, conductor del bus, y Manuel Ibarra, un integrante de una iglesia evangélica, quien contrató el bus para el eventual viaje. De resultar culpables, los dos implicados en los hechos pagarían una pena que va desde los 40 hasta los 60 años de cárcel.
Según las investigaciones que se realizaron, las dos personas implicadas en el accidente tenían conocimiento sobre el estado del bus. Además, el vehículo tampoco presentaba el Seguro Obligatorio de Accidentes de Tránsito (SOAT) ni la revisión técnico mecánica, por lo que se encontraba «funcionando de manera clandestina». El conductor tampoco presentaba el pase vehicular.
La Fiscalía les impugnó el delito de homicidio culposo agravado.
Finalmente, un juez culpó a Jaime Gutiérrez Ospino y Manuel Ibarra de «homicidio simple con dolo eventual en concurso homogéneo», por el cual fueron trasladados a la cárcel Modelo de Barranquilla, lugar donde son prisioneros.

## Sobrevivientes
La gran mayoría de los supervivientes fueron niños; algunos se bajaron minutos antes de la tragedia, otros saltaron por la ventana para escapar del fuego. Asimismo, vecinos y personas aledañas al lugar de los hechos también lograron rescatar a varios niños. Según algunos datos periodísticos, se cree que sobrevivieron cerca de 24 personas, entre niños y adultos; varios de los niños estaban en estado crítico, con quemaduras en el cuerpo y otro tipo de lesiones de gravedad. 
Varios sobrevivientes comentaron que la gran mayoría de niños gritaba dentro del bus, algunos se abrazaron. Un mecánico y otras personas que se encontraban cerca del lugar intentaron desesperadamente salvar la vida de una niña, pero no fue posible:

«Quisimos sacar a una niñita que sacó los brazos por la ventanilla, pero la piel se le escurría [...] No podíamos hacer nada más que agarrarnos la cabeza y mirar cómo se quemaban esos niños».

Otra niña, que pudo salvarse y que alcanzó a ver a sus compañeros dentro del bus, relató que la tragedia sucedió de forma inesperada:

«El chófer se bajó del bus para echar gasolina, de un momento a otro el bus comenzó a echar chispas, en ese momento el chófer salió corriendo a buscar agua y después se fue [...] duraron más de 10 minutos revoloteando dentro del bus. Yo los veía por la ventanilla».

### Víctimas
| - Yireth Paola Molano Manjarrez - 7 años - Yerinson Rafael Terraza Quintero - 6 años - Yelena Patricia Otero Hernández - 13 años - Thailyn Michel Hernández Castro - 9 años - Sherrelis Dayana Terraza Quintero - 4 años - Selena Patricia Urbina Díaz - 5 años - Michel Quintero Cantillo - 8 años - Mauricio José Valle Rodríguez - 4 años - Marina Yireth Toncel de la Hoz - 5 años - Manuel Johan Hernández Castro - 5 años - Luz Nais de la Cruz Fontalvo - 12 años - Luisa Fernanda Tapias García - 7 años - Lucelia Ibarra Ortiz - 7 años - Lucas José Rocha Torregoza - 5 años - Keisi Yohana Martínez Escobar - 2 años - Kenner Enrique Fernández Fontalvo - 7 años - Kendry Janeth Bonett Meza - 8 años | - Keiver Erazo Durango - 8 años - Keilin Clareth Bonett Meza - 5 años - Juan Diego Martínez Escobar - 4 años - Jonny Fred Barón Rúa - 5 años - Jesús Manuel Bolaños Solís - 8 años - Eilin Fernanda García - 6 años - Dianis Lorena Tapias - 9 años - Desireth Johana de la Hoz Monsalve - 10 años - Danna Paola Daza Sierra - 11 años - Claudia Melisa Meza Molina - 8 años - Charit Durley Barrios Rodas - 7 años - Breiner José Rocha Torregroza - 8 años - Bladimir José Otero Movilla - 4 años - Belkis Jhoana Paut Gómez - 10 años (Venezolana) - Antonio Pabón Meza - 7 años - Andrea Carolina Quintero Cantillo - 6 años - Rosiris Hernández Ávila - 42 años (última víctima) |

## Reacciones
Personalidades religiosas, políticas y deportivas, entre otras, reaccionaron después de la tragedia ocurrida en Fundación (Magdalena). El papa Francisco envió varios mensajes de condolencia a todos los familiares de los niños y lamentó lo ocurrido: «prometió oraciones por el eterno descanso de los fallecidos».
El presidente Juan Manuel Santos viajó hasta el lugar de los hechos para inspeccionar el lugar y apoyar a todos los familiares de las víctimas. A su vez, el mandatario decretó tres días de «duelo nacional», al tratarse de un grave accidente.

### Caso Jorge Alejandro Pérez
Después de lo sucedido, Jorge Alejandro Pérez, un estudiante de derecho de la Universidad Cooperativa de Ibagué se burló reiteradamante de la tragedia, causando el repudio en la universidad y en toda Colombia. El estudiante comentó en su cuenta de Twitter y de inmediato, las redes sociales, la prensa y otros medios de comunicación se enteraron de la noticia. Poco después, el joven llegó a la universidad, pero fue perseguido por una gran multitud de estudiantes que intentaron agredirlo físicamente, pero el Escuadrón Móvil Antidisturbios (ESMAD) protegió la vida del estudiante.

«Los 32 niños que fueron a darle de comer al calidoso y a terminar de quemarse en el infierno (...) Tan cara que está la gasolina y desperdiciarla en 32 costeños ? tienen huevo (...) Solo para esto sirven los costeños (...) Bueno, menos costeños que alimentar».

Las autoridades investigaron el caso y acusaron al estudiante de «hostigamiento por motivo de raza u origen nacional, étnico y cultural». Varios jóvenes de toda Colombia realizaron marchas en contra de los comentarios discriminatorios de Jorge Alejandro Pérez y le exigieron que se disculpara públicamente, ante la petición de estos jóvenes y una posible pena de 1 a 2 años, el estudiante finalmente se disculpó:     

«Yo, Alejandro, soy un joven estudiante que quiere presentarle excusas al país por los comentarios que hice en Twitter sobre la tragedia de los niños de Fundación. Reconozco que cometí una falta y ofendí a toda Colombia con mensajes que escribí a la ligera y sin ningún tipo de reflexión. Desde lo más profundo de mi corazón, reflexiono y me arrepiento de haber publicado estos contenidos que lastimaron a las familias de las víctimas y a la región Caribe. También, presento excusas a mi familia, a mi universidad y a mis amigos por haber generado tanta indignación con mi ligereza en las redes sociales. Siento mucho dolor por el daño causado y he aprendido la lección de no escribir sin medir el alcance de cada línea, de cada palabra. He decidido dar la cara porque como todo ser humano fallé y quiero, en la medida de lo posible, corregir».

Tras la disculpa, la Universidad Cooperativa ordenó su expulsión de forma inmediata.

## Sepelio
Exactamente, 28 cuerpos de los niños fueron enterrados en Fundación, Magdalena, en el entonces recién inaugurado Parque Cementerio Ángeles de Luz, el miércoles 28 de mayo de 2014. El resto de cuerpos se enterraron en Barranquilla y Santa Marta, y la niña Belkis Jhoana Paut Gómez fue sepultada en Venezuela. Fue un sepelio colectivo y contó con la asistencia de 90 000 personas, además de la asistencia del entonces presidente Juan Manuel Santos y la fuerza pública.